# Eduard Kremser

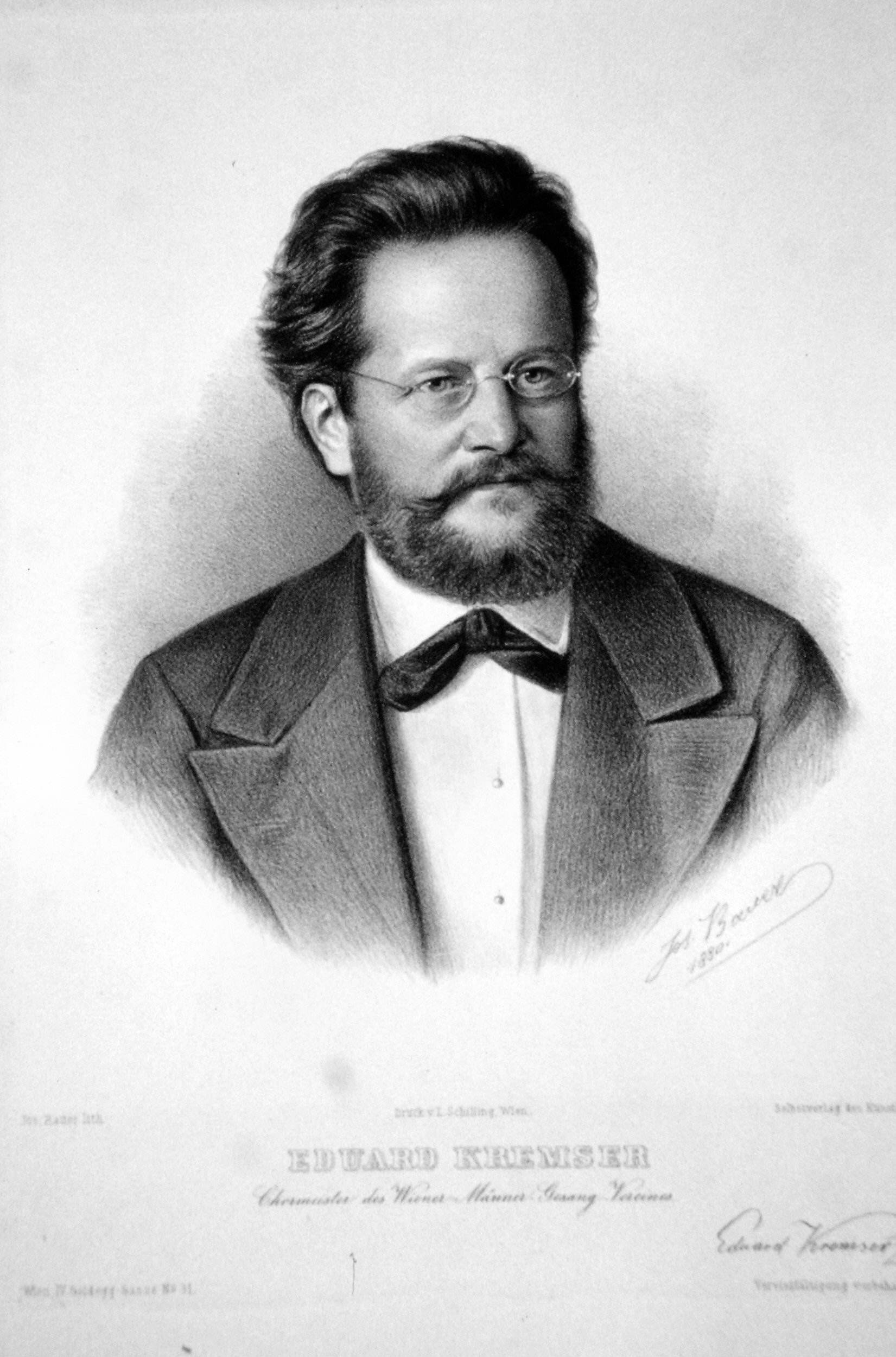
Eduard Kremser, Lithographie von Joseph Anton Bauer, 1880

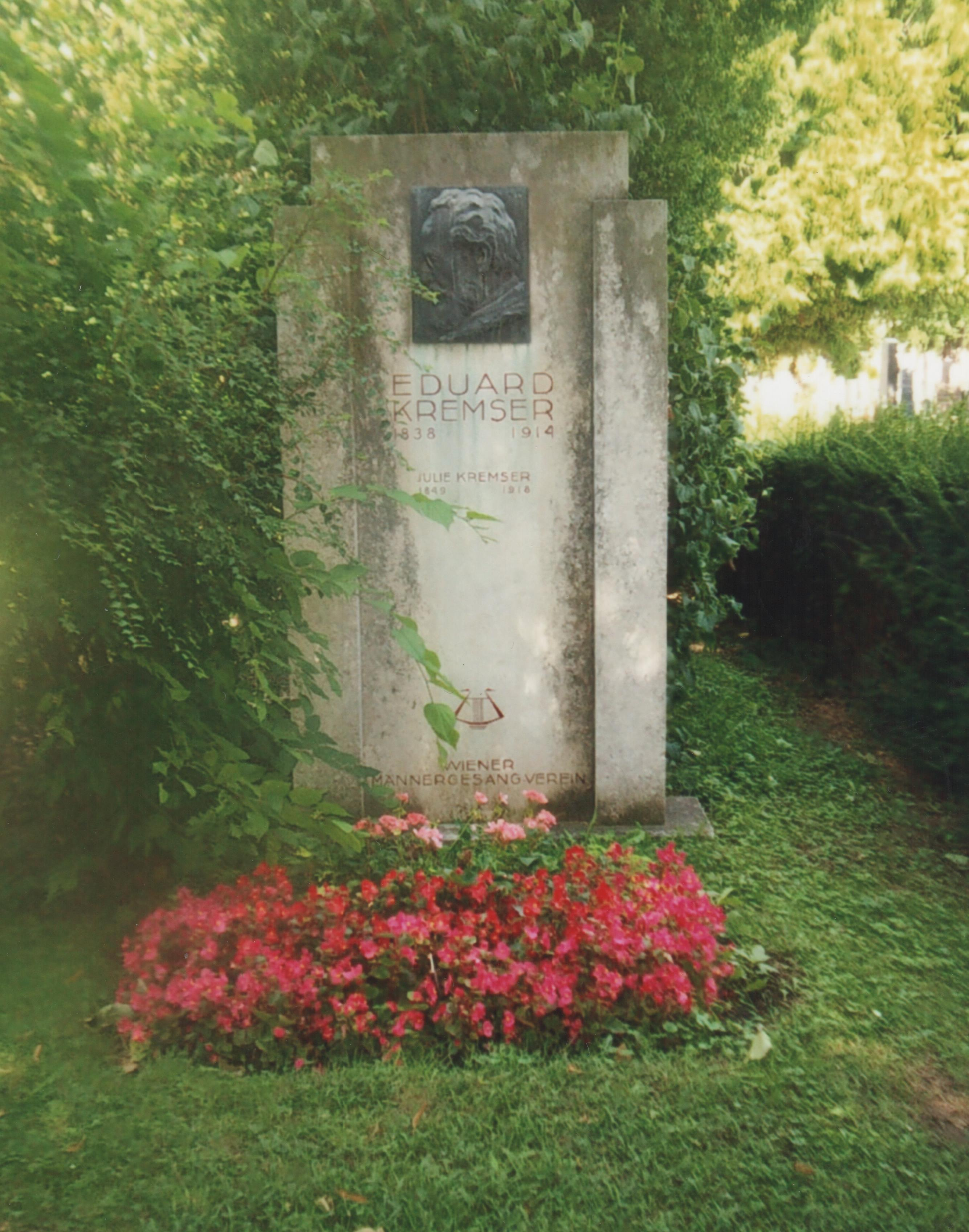
Grabstätte von Eduard Kremser

Eduard Kremser (* 10. April 1838 in Wien; † 26. November 1914 ebenda) war ein österreichischer Komponist, Arrangeur und Dirigent. Große Bedeutung erwarb er sich als Sammler traditioneller Wienerlieder.

## Leben
Der gebürtige Wiener Eduard Kremser wirkte von 1869 bis 1899 als Chormeister des Wiener Männergesangvereins, der ihn später zum Ehrenchormeister ernannte. Der Dresdner Männergesangverein ernannte ihn ebenfalls zum Ehrenmitglied. Bekanntheit erlangte Kremser durch seine wirkungsvolle Bearbeitung von sechs altniederländischen Volksliedern, darunter dem Altniederländischen Dankgebet Wir treten zum Beten von Adriaen Valéry. Er schuf zudem selbst mehrere größere Männerchorwerke mit Orchesterbegleitung (Altes Weihnachtslied, Balkanbilder, Prinz Eugen, Das Leben ein Tanz), Gesänge für gemischten Chor, Operetten, Lieder und Klavierstücke.
Die Stadt Wien beauftragte ihn damit, einen Sammelband zur Wienermusik zusammenzustellen und herauszugeben, um dieses traditionelle Kulturgut zu bewahren. Gemeinsam mit Ludwig Gruber trug Kremser in der Folge eine Fülle von Kompositionen aus verschiedensten Zeiten zusammen, neben Vokalmusik auch Instrumentalmusik. Dabei fand auch lediglich handschriftlich Überliefertes Eingang. Auch die Wiener Bürger waren aufgerufen worden, Material einzusenden. So entstanden zwischen 1911 und 1925 drei Bände Wiener Lieder und Tänze, kurz Kremser-Alben genannt. Sie gehören heute zu den wichtigsten Wienerliedsammlungen. Am Ende der 1970er Jahre hat der Opern- und Konzertsänger Eberhard Kummer zahlreiche Werke aus dieser Sammlung wiederentdeckt und bearbeitet und sie in Konzerten und Einspielungen präsentiert. Seither wurden die Lieder in diesen Alben von mehreren anderen Künstlern aufgegriffen und bearbeitet.
Daneben hat sich Kremser gesellschaftlich und standespolitisch engagiert. Er war Vizepräsident und erstes Ehrenmitglied der Gesellschaft der Autoren, Komponisten und Musikverleger (AKM), ab 1910 Ehrenmitglied der traditionsreichen Gesellschaft der Musikfreunde in Wien und wurde am 14. Juni 1913 zum Präsidenten des neugegründeten Österreichischen Komponistenbunds gewählt; Vizepräsident war Hofmusikdirektor Carl Michael Ziehrer. Kremser hatte diese Ämter bis zu seinem Tod am 26. November 1914 inne. Seine Grabstätte auf dem Wiener Zentralfriedhof ist von der Stadt Wien zum Ehrengrab (Gruppe 32A, Nummer 48) erklärt worden.